# Polydesma sexmaculata
Polydesma sexmaculata là một loài bướm đêm trong họ Erebidae.